# Pasca (kommun)
Pasca är en kommun i Colombia.   Den ligger i departementet Cundinamarca, i den centrala delen av landet, 40 km sydväst om huvudstaden Bogotá. Antalet invånare är 11 122.